# 애니팡3
《애니팡3》(Anipang 3)은 위메이드플레이가 만든 카카오톡을 기반으로 한 모바일 퍼즐 게임이다.